# Sicilië
Sicilië (Italiaans en Siciliaans: Sicilia) is een eiland en een autonome regio van Italië in de Middellandse Zee. Het ligt ten zuidwesten van de op het Italiaanse vasteland gelegen regio Calabrië, en ten noordoosten van het Noord-Afrikaanse land Tunesië. De Oudgriekse naam Trinakria betekent "het eiland met de drie punten". Dit is tevens de naam van de vlag.
Door zijn strategische ligging in het midden van de Middellandse zee is Sicilië door vele volkeren veroverd die een stempel op de cultuur hebben gedrukt. Hierdoor heeft het eiland zijn eigen rijke en unieke cultuur ontwikkeld, op het gebied van kunst, muziek, literatuur, architectuur, religieuze tradities en haar eigen keuken.
De oppervlakte van Sicilië is 25.709 km² en het is daarmee het grootste eiland in de Middellandse Zee. Het eiland is maximaal 230 km lang en 170 km breed. De kustlijn is ongeveer 1000 km. Tot de autonome regio Sicilië behoren ook de Liparische of Eolische Eilanden, het eilandje Ustica, de Egadische Eilanden, het eiland Pantelleria en de Pelagische Eilanden. De laatste twee liggen voor de kust van Tunesië en horen geologisch tot het Afrikaanse continent.
De eilandstaat Malta ligt ten zuiden van Sicilië.

## Geschiedenis
De oudste sporen van mensachtigen op Sicilië dateren van ongeveer twee miljoen jaar geleden. Er zijn stenen gebruiksvoorwerpen gevonden van die ouderdom, maar geen beenderen, waardoor het niet te achterhalen is welke soort mensachtigen het betrof. Er zijn meer sporen gevonden van de moderne mens vanaf 30.000 jaar geleden met de terugtrekkende ijstijd. De oorspronkelijke inwoners van Sicilië, voor de Griekse kolonisatie, waren de Elymiërs, Sicanen en Sicelen. Zij gaven het eiland zijn naam. Van deze stammen zijn de Sicelen waarschijnlijk het laatst op het eiland aangekomen rond 1200 v.Chr. De rotsnecropolis van Pantalica omvat meer dan 5.000 graftomben daterend van de 13e tot de 7e eeuw v.Chr.

### De oudheid

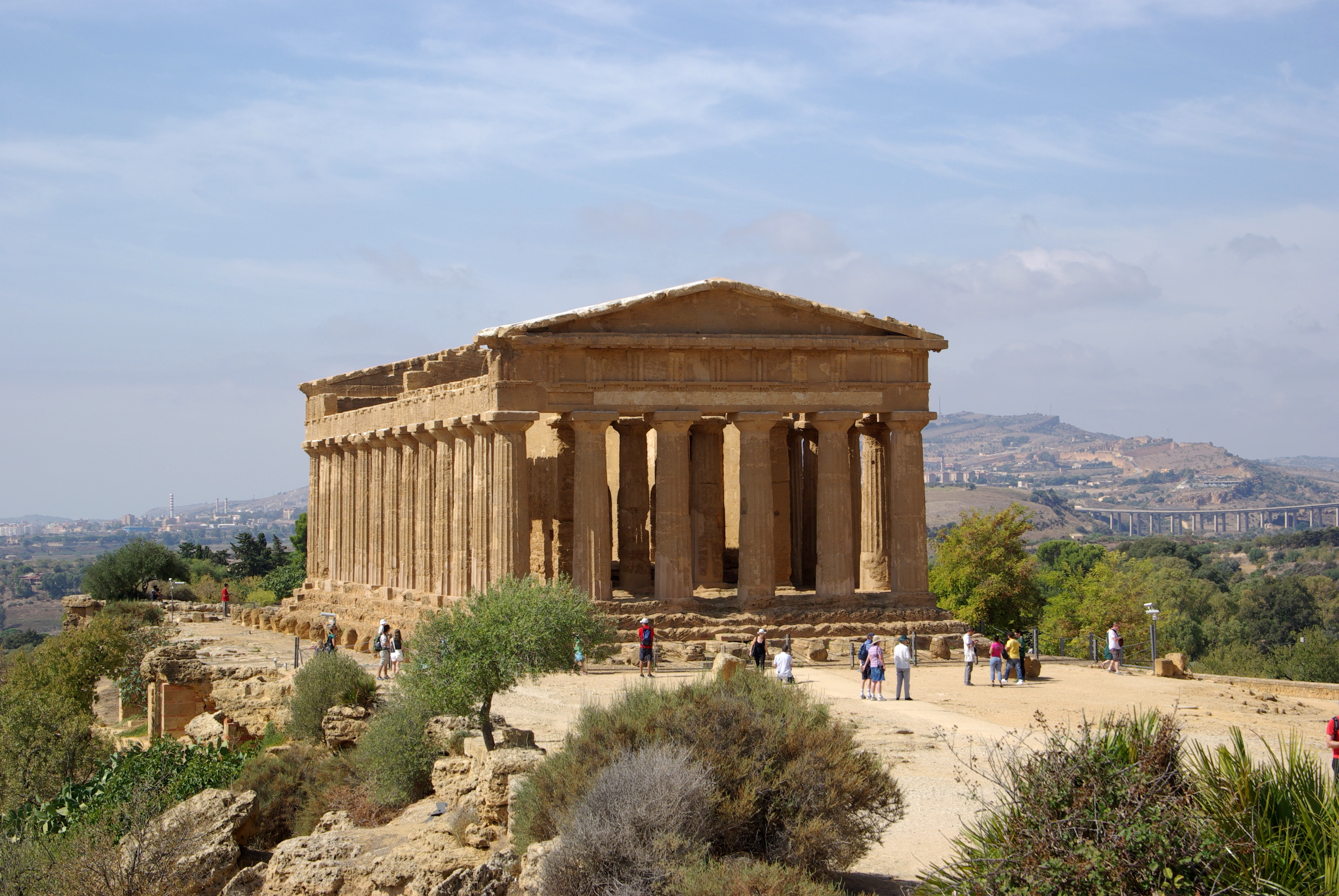
Griekse tempel van Concordia in Agrigento, gebouwd in de 5e eeuw v.Chr.

Vanaf de 11e eeuw v.Chr. werden langs de westkust van Sicilië de eerste handelsposten van de Feniciërs gesticht. Later ontstonden er steden zoals Motya en Solunto die na verloop van tijd onder het gezag van het eveneens Fenicische Carthago kwamen te vallen. Vanaf de 8e eeuw v.Chr. werd het eiland gekoloniseerd door het Oude Griekenland en Sicilië vormde vanaf toen samen met zuidelijk Italië Magna Graecia. Er werden verschillende stadstaten gesticht, waaronder Agrigento, Selinunte, Himera, Messina en Syracuse dat na verloop van tijd de belangrijkste stad op het eiland werd. Uit deze tijd stammen een aantal grote Griekse tempels die nog steeds te bezichtigen zijn. Van 415 tot 413 v.Chr. vond de Siciliaanse Expeditie plaats. Deze slag was onderdeel van de Peloponnesische Oorlog en was een poging van Athene om Syracuse in te nemen en zo op termijn Sicilië in handen te krijgen. De oorlog zou in een drama eindigen voor Athene. In de 3e eeuw v. Chr. woonde Archimedes in Syracuse.

### Romeinse tijd

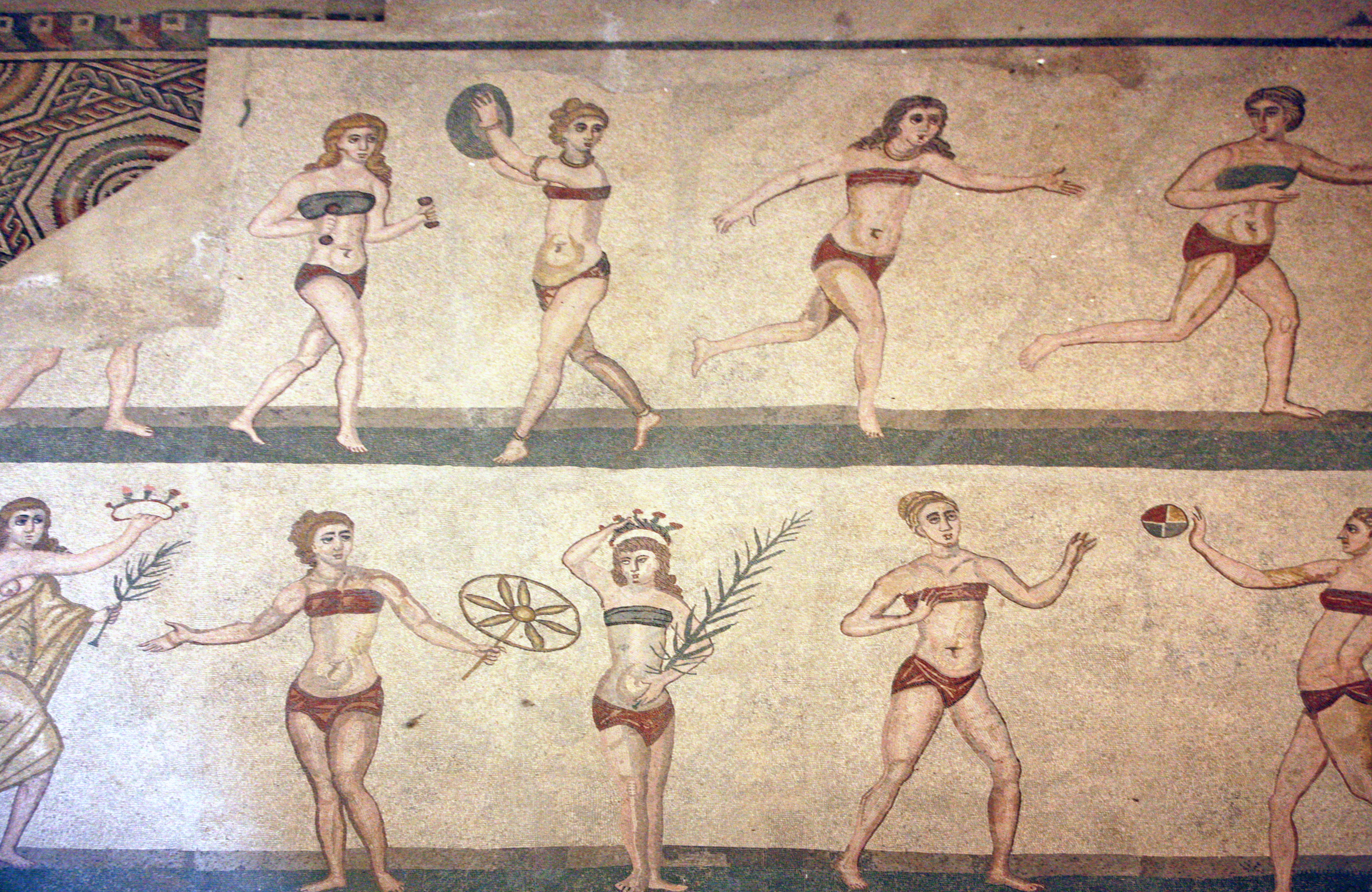
De Bikinimeisjes, een mozaïek opgegraven in de Romeinse Villa Romana del Casale van Piazza Armerina toont sportende vrouwen.

Tijdens de Eerste Punische Oorlog, tussen Rome en Carthago van 264 v.Chr. tot 241 v.Chr., werd Sicilië grotendeels ingenomen door de Romeinen en werd het de provincie Sicilia binnen de Romeinse Republiek. Tijdens de Tweede Punische Oorlog (218 v.Chr. - 201 v.Chr.) kwamen veel steden in opstand en kozen partij voor Carthago. Deze opstanden werden neergeslagen en vanaf dat moment kwam het eiland volledig in handen van de Romeinen. Het eiland behield zijn Griekse cultuur en was vooral vanwege het graan belangrijk voor de Romeinen. Een opmerkelijke gebeurtenis was het bestuur door de landvoogd Gaius Cornelius Verres die in 70 v. Chr. terecht werd gesteld door Cicero wegens tirannie en wanbestuur. Van 44 tot 36 v.Chr. koos het eiland, tijdens een van de Romeinse burgeroorlogen, partij voor Sextus Pompeius waardoor de graantoevoer naar de stad Rome werd stopgezet. In de 3e eeuw deed het christendom zijn intrede op het eiland. De verhalen van de martelaren Agatha van Sicilië en Lucia van Syracuse stammen uit deze tijd. Toen het West-Romeinse Rijk in verval raakte werd het eiland aangevallen door de Franken en later ingenomen door de Vandalen. Later zou Sicilië worden ingenomen door het Byzantijnse Rijk.

### Arabische tijd

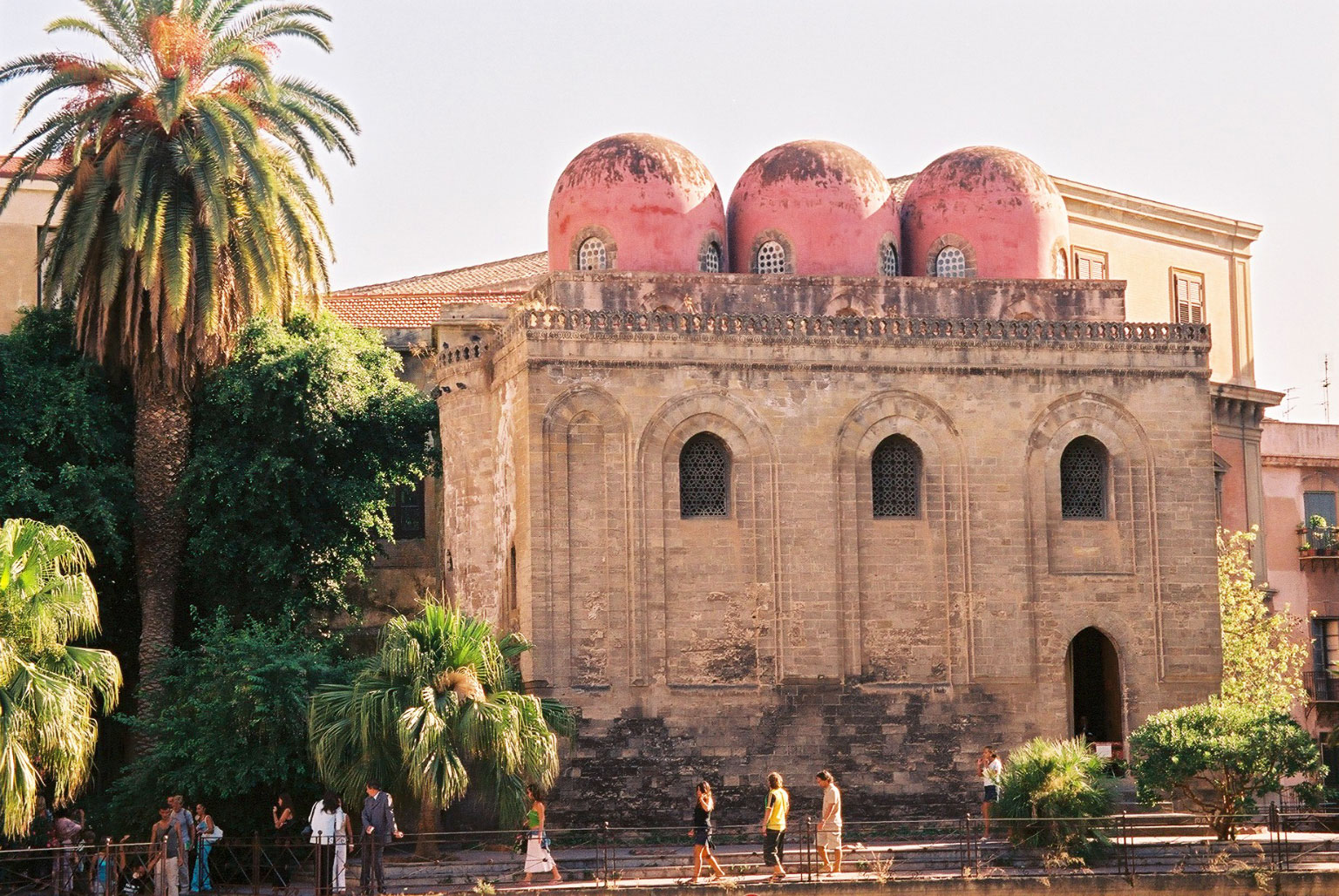
De Arabisch-Normandische architectuur is sterk beïnvloed door de islamitische architectuur, zoals bij de kerk San Cataldo in Palermo.

Vanaf 827 werd het eiland veroverd door de Arabieren, en werd het Emiraat Sicilië gesticht. Er was fel verzet en het zou tot 902 duren voordat ze het eiland geheel in bezit hadden. Het laatste verzet werd pas in 965 de kop ingedrukt. De Arabieren introduceerden sinaasappels, citroenen, pistache en suikerriet en de bevolking kon haar christelijke religie behouden in ruil voor extra belastingen, de djizja. De Arabieren introduceerden ook ondergrondse irrigatiekanalen waarmee ook de stad Palermo van water werd voorzien. Hierdoor kon de stad uitgroeien tot de tiende stad van Europa.

### Normandische tijd

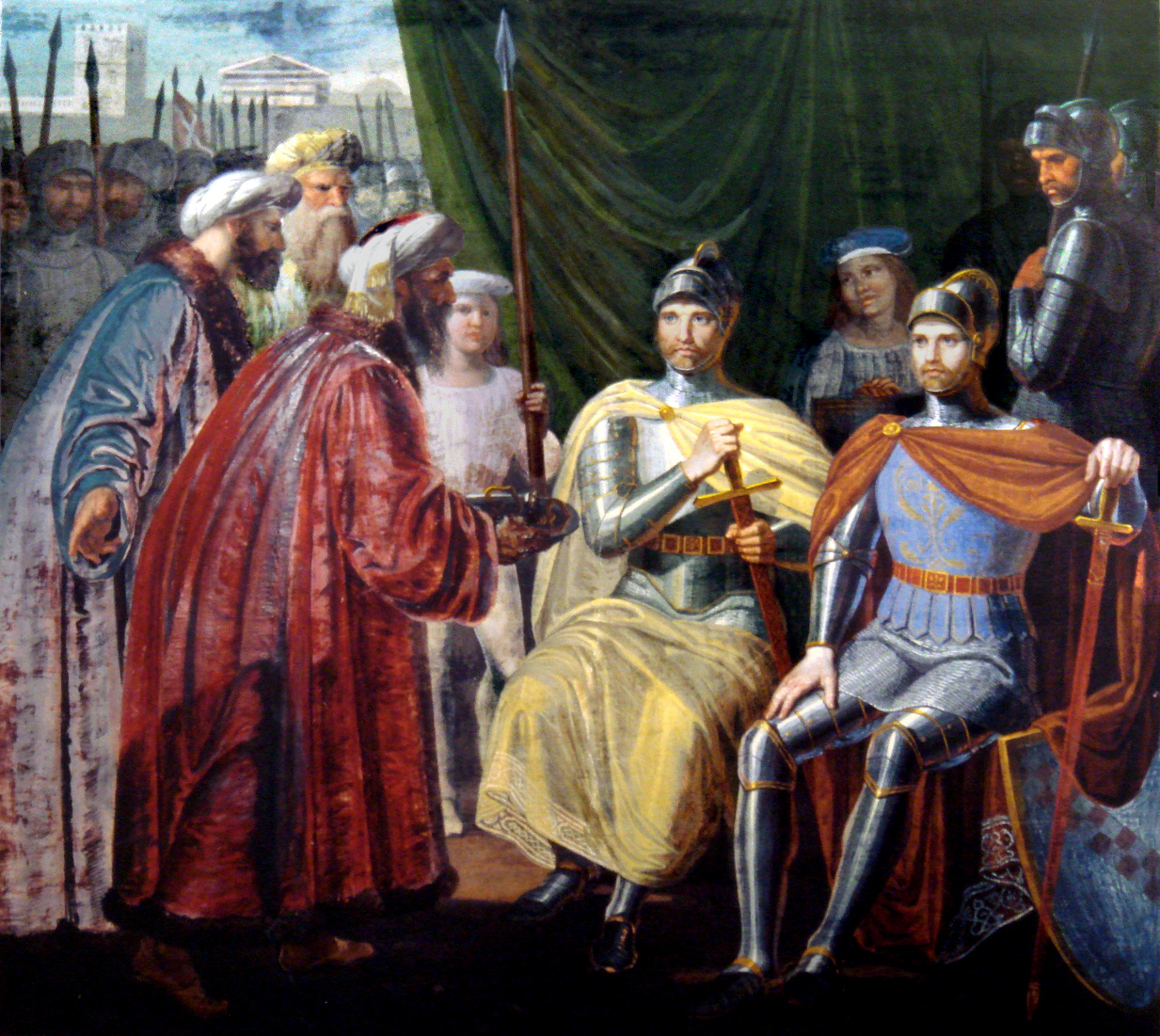
Rogier I van Sicilië krijgt de sleutels tot de stad Palermo aangeboden. Schilderij van Giuseppe Patania uit 1830.

De eerste aanval van de Normandiërs, die afstamden van de Vikingen vond reeds plaats in 860. Vanaf de 11e eeuw werden ze als huurlingen betaald door de Zuid-Italiaanse vorstenhuizen om Sicilië te veroveren. In 1091 was geheel Sicilië door Rogier I van Sicilië veroverd. Dit duurde lang omdat hij een redelijk zachte aanpak had en vaak samenwerkte met de islamitische bevolking. In ruil daarvoor bood hij hen religieuze vrijheid. Hij stichtte het christelijke graafschap Sicilië en zijn zoon het koninkrijk Sicilië dat ook het zuiden van het Italiaans schiereiland omvatte. Het eiland werd katholiek gemaakt en immigratie van het vasteland van Europa werd aangemoedigd.

### Verlies van onafhankelijkheid
Toen in 1189 de laatste Normandische vorst zonder wettige zoon stierf, kwam de kroon in handen van Keizer Hendrik VI van het huis Hohenstaufen. Hierna zou het eiland nooit meer onafhankelijk worden en in de eeuwen die volgden steeds onder heerschappij van verschillende buitenlandse vorstenhuizen komen. In 1282 vonden de Siciliaanse Vespers plaats, grote opstanden van verschillende bevolkingsgroepen tegen de heerschappij van Karel I van Napels. Dit ontaardde in een razzia op iedereen die er maar van verdacht werd Frans te zijn. In deze tijd werd de vlag van Sicilië aangenomen met daarop een triskelion.
In 1492 nam de Spaanse kroon een wet aan die stelde dat alle Joden Spanje ofwel dienden te verlaten ofwel zich dienden te bekeren. Sicilië, in Spaanse handen, kreeg te maken met de Spaanse Inquisitie. Dit was een groot probleem aangezien het eiland een grote Joodse gemeenschap had waarbij de bevolking van een aantal steden voor tien procent uit joden bestond. Vanuit het Palazzo Chiaramonte zou de inquisitie driehonderd jaar jacht maken op Joden die zich bekeerd hadden maar in hun ogen niet katholiek genoeg waren en in de kerkers van het paleis zijn nog steeds muurtekeningen van de gevangenen te zien. Vanaf deze tijd verloor het eiland zijn multiculturele karakter.
Sicilië kwam onder de heerschappij van het huis Habsburg en later het huis Bourbon en werd voornamelijk gebruikt als bron van belastinginkomsten. Deze uitbuiting ontwrichtte de in de middeleeuwen nog bloeiende economie en zorgde voor sterk economisch verval. Het eiland zou regelmatig aangevallen worden door Barbarijse zeerovers. In 1693 vond een aardbeving plaats die grote verwoesting aanrichtte in het oosten van het eiland. Bij de wederopbouw ontstond de Siciliaanse barok.

### Moderne tijd
Van 1816 tot 1860 bestond het Koninkrijk der Beide Siciliën, een samenvoeging van Sicilië en het Koninkrijk Napels. In 1861 werd het eiland onderdeel van het Koninkrijk Italië. Dit was mede te danken aan steun van de Britse Marine die ervoor zorgde dat Giuseppe Garibaldi in Marsala aan land kon gaan om zo het eiland uit de Spaanse invloedssfeer, het Huis Bourbon, te krijgen. De economie kon de concurrentie met het noorden echter niet aan. Een kleine groep van rijke grootgrondbezitters stond tegenover de bezit- en rechteloze landarbeiders. Opstanden werden hardhandig neergeslagen en zodoende emigreerden tussen 1880 en het begin van de Eerste Wereldoorlog veel Sicilianen naar de Verenigde Staten. Na de oprichting van de Italiaanse Republiek in 1946 bleven grote hervormingen uit, waardoor opnieuw veel Sicilianen naar het buitenland vertrokken.
Tegelijkertijd was de regering in Rome niet in staat om haar macht uit te oefenen op het eiland met als gevolg dat de Cosa nostra, de Siciliaanse maffia, in het machtsvacuüm stapte en haar macht tot in elk onderdeel van de Siciliaanse samenleving wist te vestigen. Onder Benito Mussolini werd de maffia hard bestreden en veel belangrijke en minder belangrijke maffiosi emigreerden naar de Verenigde Staten. Op 9 juli 1943 vond de geallieerde Landing op Sicilië plaats en na de Tweede Wereldoorlog wist de maffia zich weer te herstellen. In 1978 brak de maffiaoorlog uit tussen verschillende families en dit bracht enkele kopstukken ertoe om met justitie te gaan praten. Onderzoeksrechter Giovanni Falcone startte in 1984 de maxiprocessi di Palermo waarin 1400 personen werden aangeklaagd. Falcone zou in 1992 vermoord worden maar dit bracht grote oppositie op gang vanuit de bevolking.

## Geografie

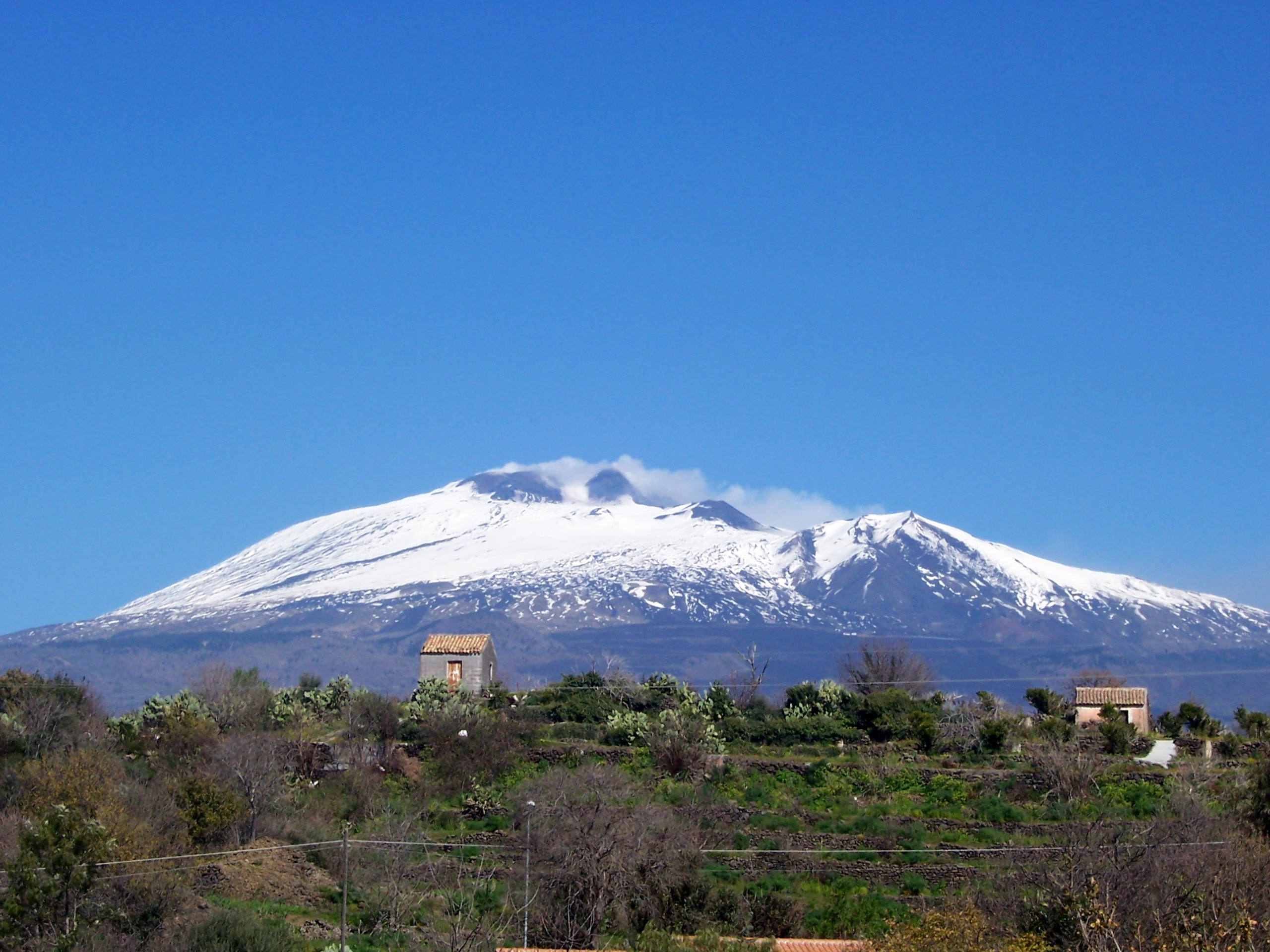
De Etna is na Stromboli de meest actieve vulkaan van Europa. In het landschap eromheen wordt wijn verbouwd omdat de lava voor vruchtbare grond zorgt. Hierdoor is de Etna niet alleen een gevaar maar ook een voordeel.

Het eiland wordt in het zuidwesten gescheiden van Afrika door de Straat van Sicilië en in het oosten door de Straat van Messina met de rest van Italië.
De oppervlakte van Sicilië is 25.709 km² en daarmee het grootste eiland in de Middellandse Zee en het 45e van de wereld. In grootte is het iets kleiner dan België. Het eiland is maximaal 230 km lang en 170 km breed. De kustlijn is ongeveer 1000 km.
In het oosten, nabij Catania, bevindt zich de vulkaan Etna die als een enorme bult in het landschap alom aanwezig is. Daaromheen bevindt zich relatieve vlakte. Hier worden grote hoeveelheden fruit verbouwd. In West- en Centraal Sicilië wordt het landschap gedomineerd door heuvels. Opvallend is de droogte, in de zomer domineert de kleur goudbruin in de heuvels, met uitzondering van vele citroen- en sinaasappelplantages, vooral ten westen van Catania, waar bevloeiing aanwezig is.
In het noorden bevinden zich grote groene bossen, met name op de berghellingen van de Madonie, Nebrodi en Peloritani.
Precies in het midden van het grote eiland ligt het wat grotere (eivormige) meer, het Lago Pergusa (1 bij 1,5 km), waaromheen het Autodromo di Pergusa loopt, een circuit voor autoraces.
Behalve het vulkanisme van de Etna, kent Sicilië in zijn nabijheid nog de relatief kleine, maar zeer actieve, eilandvulkaan Stromboli, het noordelijkste van de Eolische Eilanden.

### Klimaat
Op Sicilië heerst een mediterraan klimaat met warme zomers en zachte regenrijke winters. Aan de kusten is de gemiddelde temperatuur 's zomers 26 °C en 's winters 10 °C. In het zuiden kan de temperatuur stijgen tot 40 °C door de scirocco die hete lucht uit de Sahara naar het noorden voert. In het binnenland is het in vergelijking met de kustgebieden koeler. Hier liggen de gemiddelde temperaturen rond de 19 °C in de zomer en 5 °C in de winter. Van mei tot september valt er, op enkele stortbuien na, nauwelijks neerslag op Sicilië. Van oktober tot februari valt de meeste neerslag, voornamelijk in de noordelijke gebergten.
In Catenanuova werd op 10 augustus 1999 met 48,5 °C de hoogste temperatuur ooit in Europa gemeten.

### Steden

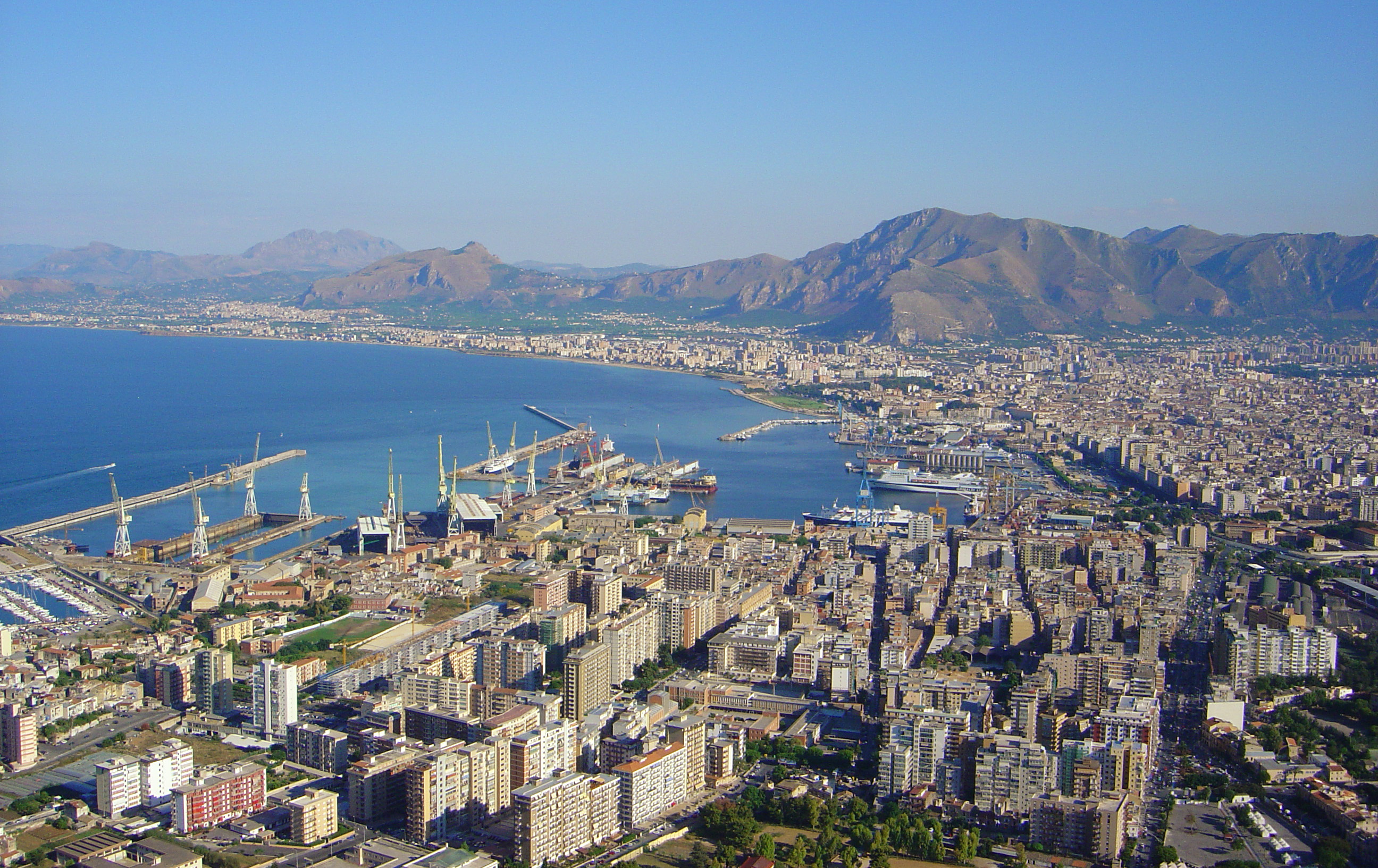
Palermo is de hoofdstad en grootste stad van Sicilië.

De hoofdstad en eveneens de grootste stad van Sicilië is Palermo. Hieronder een lijst van de vijftien steden met meer dan 50.000 inwoners.
| Rangnummer | Naam             | Provincie     | Inwoners |
| ---------- | ---------------- | ------------- | -------- |
| 1          | Palermo          | Palermo       | 655.343  |
| 2          | Catania          | Catania       | 292.855  |
| 3          | Messina          | Messina       | 242.121  |
| 4          | Syracuse         | Syracuse      | 123.248  |
| 5          | Marsala          | Trapani       | 82.812   |
| 6          | Gela             | Caltanissetta | 77.295   |
| 7          | Ragusa           | Ragusa        | 73.756   |
| 8          | Trapani          | Trapani       | 70.642   |
| 9          | Vittoria         | Ragusa        | 63.393   |
| 10         | Caltanissetta    | Caltanissetta | 60.221   |
| 11         | Agrigento        | Agrigento     | 59.190   |
| 12         | Bagheria         | Palermo       | 56.421   |
| 13         | Modica           | Ragusa        | 55.294   |
| 14         | Acireale         | Catania       | 53.205   |
| 15         | Mazara del Vallo | Trapani       | 51.413   |

## Demografie
Ondanks de vele emigranten ligt de bevolkingsdichtheid van Sicilië met 198/km² net boven het Italiaanse gemiddelde. Vooral de kustgebieden zijn dichtbevolkt. Meer dan een derde van de ruim vijf miljoen inwoners woont in de kuststeden Palermo, Catania, Messina, Syracuse en Trapani. Het binnenland is daarentegen zeer dunbevolkt. De gemiddelde levensverwachting ligt op 73 jaar voor mannen en 78 jaar voor vrouwen. Meer dan 97% van de bevolking is rooms-katholiek.
In de loop van de geschiedenis werd Sicilië door Grieken, Romeinen, Byzantijnen, Arabieren, Normandiërs en Spanjaarden overheerst. Al deze volken hebben hun (etnische) sporen nagelaten op het eiland. In de omgeving van Palermo liggen enkele dorpen, zoals Piana degli Albanesi en Santa Cristina Gela, waarvan de inwoners afstammen van Albanezen die in de vijftiende eeuw na de verovering van hun land door het Ottomaanse Rijk naar Sicilië trokken. In de steden wonen veel migranten. Deze komen vooral uit de Volksrepubliek China en uit Afrika. De meerderheid van de Chinese Italianen hier komt oorspronkelijk uit Wenzhou en het zijn veelal kleine ondernemers.

### Religie

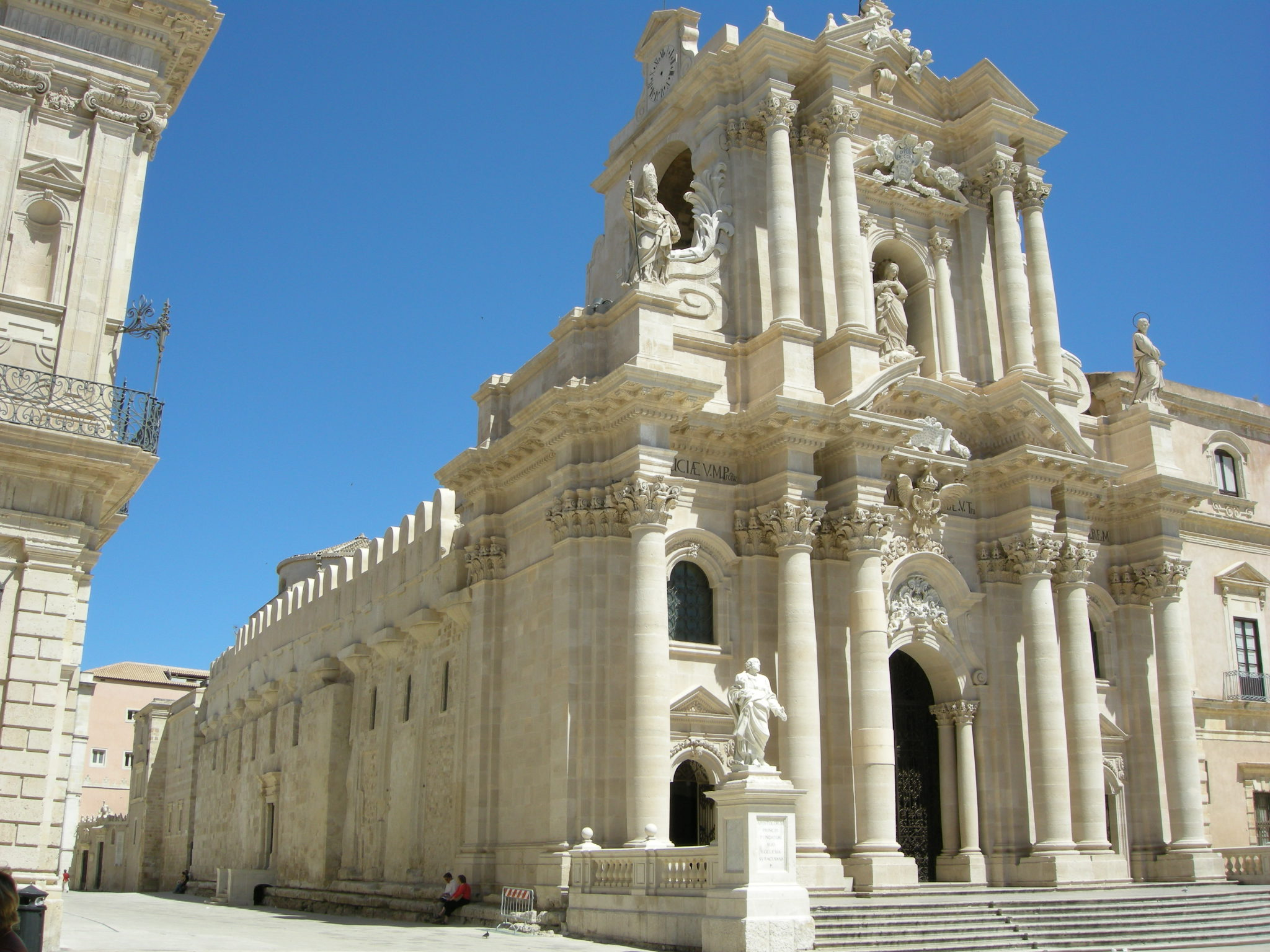
De Kathedraal van Syracuse is nauw verbonden met de geschiedenis van Sicilië. Deze werd gebouwd als 480 v. Chr. als tempel voor de Griekse Godin Pallas Athena en meerdere malen verbouwd en gebruikt als moskee tot aan de huidige barokkerk. De Dorische zuilen zijn in de zijkant nog steeds zichtbaar.

Het katholicisme is veruit de belangrijkste religie op Sicilië en de kerk speelt een belangrijke rol in de levens van haar bewoners. In veel oude kerken is te zien dat dit vroeger moskeeën zijn geweest die later tot kerk zijn verbouwd.
Sicilië kent zijn eigen heiligen en wonderen. Santa Rosalia was een kluizenares uit de 12e eeuw wier lichaam in 1624 werd gevonden en na een processie in Palermo werd begraven. Dit zou het einde van een grote pestepidemie hebben ingeluid waarna ze de patroonheilige van de stad werd. Nog elk jaar wordt deze processie herdacht.
In Palermo zijn de Catacomben van de Kapucijnen te vinden met een groot aantal gemummificeerde lichamen. Hier ligt ook het lichaam van Rosalia Lombardo, een kind dat in 1920 op tweejarige leeftijd stierf en wiens lichaam heel goed geconserveerd is gebleven.

### Taal
Op Sicilië wordt naast het Italiaans ook Siciliaans gesproken, dat nauw verwant is aan het dialect van Calabrië. Het Siciliaans wordt als een afzonderlijke taal beschouwd. Vroeger werd er ook het Siciliaans-Arabisch gesproken. Dit dialect van het Arabisch is echter uitgestorven. Het Maltees is een vertakking van het Siciliaans-Arabisch.

## Bestuurlijke indeling
Sicilië bestaat uit negen provincies: Agrigento, Caltanissetta, Catania, Enna, Messina, Palermo, Ragusa, Syracuse en Trapani. De provincies zijn vernoemd naar hun hoofdstad. De provincies zijn onderverdeeld in 390 gemeentes.
Tot 1812 bestond Sicilië uit drie zogenaamde valli die uit de Arabische tijd stamden: Val Demone, Val di Noto en Val di Mazara.

## Cultuur

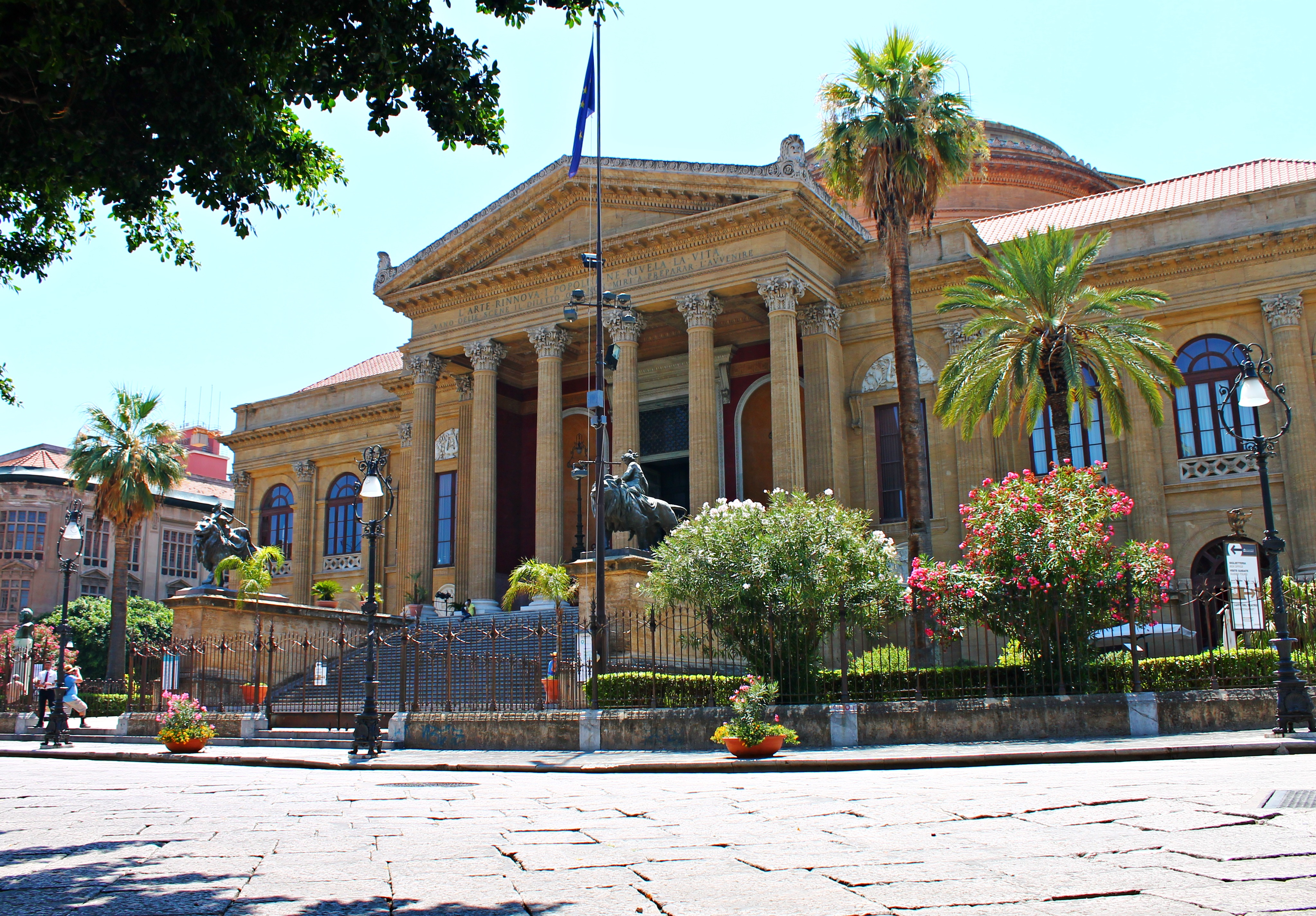
Het Teatro Massimo in Palermo, geopend in 1897, is het op drie na grootste operagebouw van Europa en het grootste van Italië. Het werd gebouwd ter ere van de toetreding van Sicilië tot het Koninkrijk Italië en moest Palermo op de kaart zetten.

De Opera dei Pupi zijn een theatervorm met marionetten waarmee historische en folkloristische verhalen worden uitgebeeld. Deze is ontstaan onder de heerschappij van Keizer Frederik II en komt voort uit de traditie van de troubadours. Sicilië kent ook zijn eigen vechtkunst, de bastone, die door herders werd beoefend die geen geld of toestemming hadden om wapens te dragen en die zich met een stok leerden te verdedigden. De sport wordt beoefend door een aantal scholen en men vecht daarbij met een 1,2 meter lange stok. De coppola is een platte pet die door veel mannen gedragen wordt. Dit werd vanaf 1900 een traditie. Het Teatro Massimo in Palermo is het belangrijkste operagebouw van het eiland. De opera Cavalleria rusticana uit 1890 geeft een beeld van de sterk op eer en familie gerichte Siciliaanse cultuur.
De triskelion, het hoofd van Medusa met drie benen en drie korenaren, is een belangrijk symbool van het eiland. Het is van oorsprong Grieks en werd al in de 4e eeuw v. Chr. afgebeeld op munten uit de stad Syracuse. Het triskelion staat op de vlag van Sicilië. Deze vlag wordt al gebruikt sinds 1282 maar is pas in 2000 officieel aangenomen.

### Architectuur

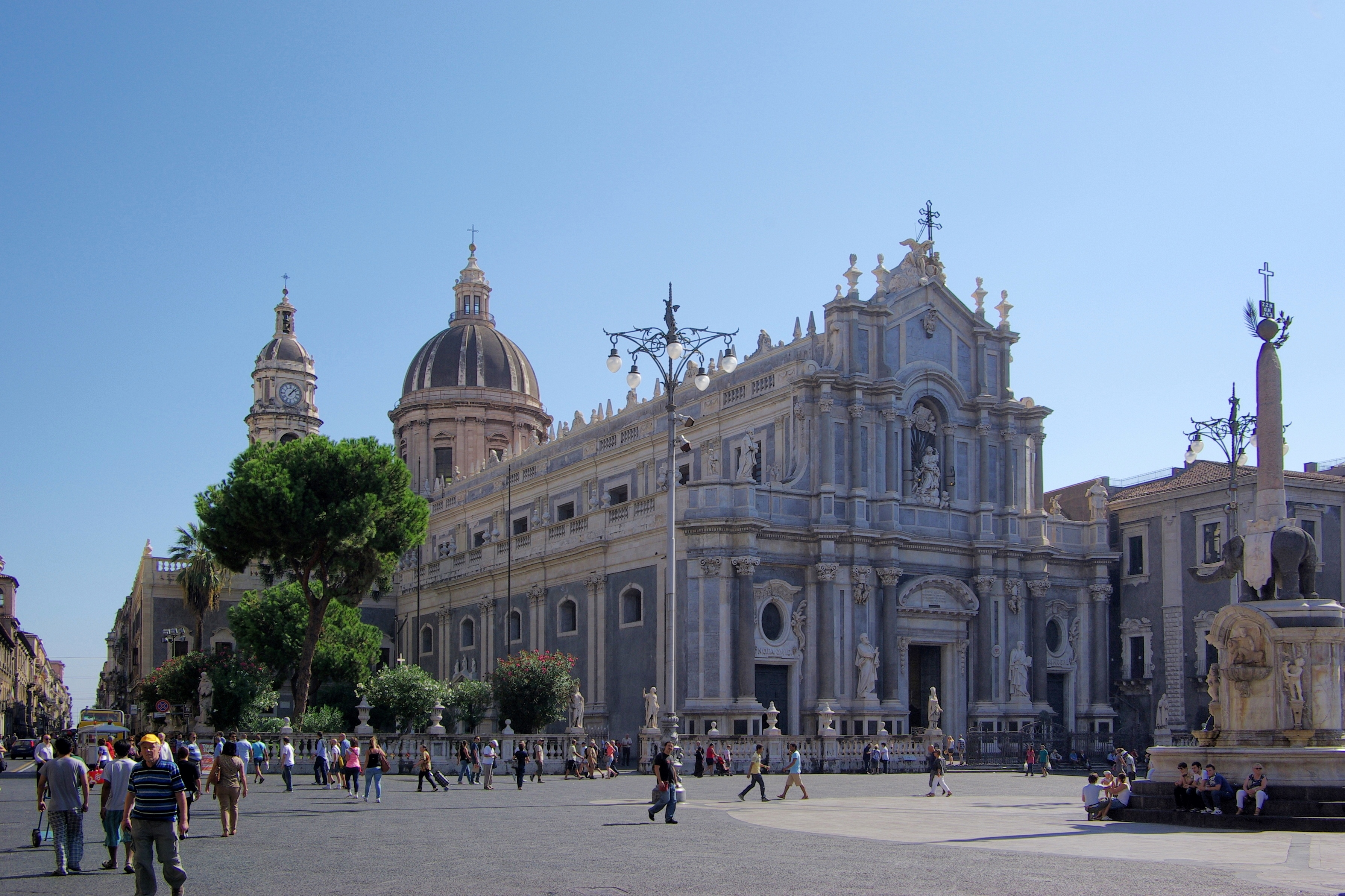
De Kathedraal van Catania een voorbeeld van Siciliaanse barok

Sicilië is in het brandpunt van de Middellandse Zee gelegen, en weerspiegelt daardoor culturele invloeden van vele volken. Deze volken hebben allen iets van hun cultuur achtergelaten dat terug te zien is in de architectuur. Tot de hoogtepunten behoren:
- Griekse cultuurschatten in onder andere Agrigento, waaronder de fameuze Concordiatempel, Syracuse, Selinunte en Segesta
- In Syracuse en Taormina is een groot Grieks-Romeins theater. Romeinse mozaïeken zijn te bewonderen in de Villa Romana del Casale bij Piazza Armerina.
- De Dom van Monreale en het Palazzo dei Normanni met de Cappella Palatina in Palermo zijn gebouwd in de zogenaamde Arabisch-Normandische kunststijl. Deze kunststijl is uniek voor Sicilië en bestaat uit Normandische, Arabische en Byzantijnse elementen.
- De Siciliaanse barok is ontstaan na de aardbeving van 1693. Hele steden moesten herbouwd worden, vooral in de Val di Noto, en in deze tijd ontwikkelde het eiland haar eigen interpretatie van de barokarchitectuur. Voorbeelden hiervan zijn de Kathedraal van Syracuse, de Kathedraal van Catania, de Basilica della Collegiata, de Duomo di San Giorgio in Modica en het Palazzo Beneventano del Bosco in Syracuse.
- Uit de Spaanse periode is vrij veel bewaard gebleven.

### Eten en drinken

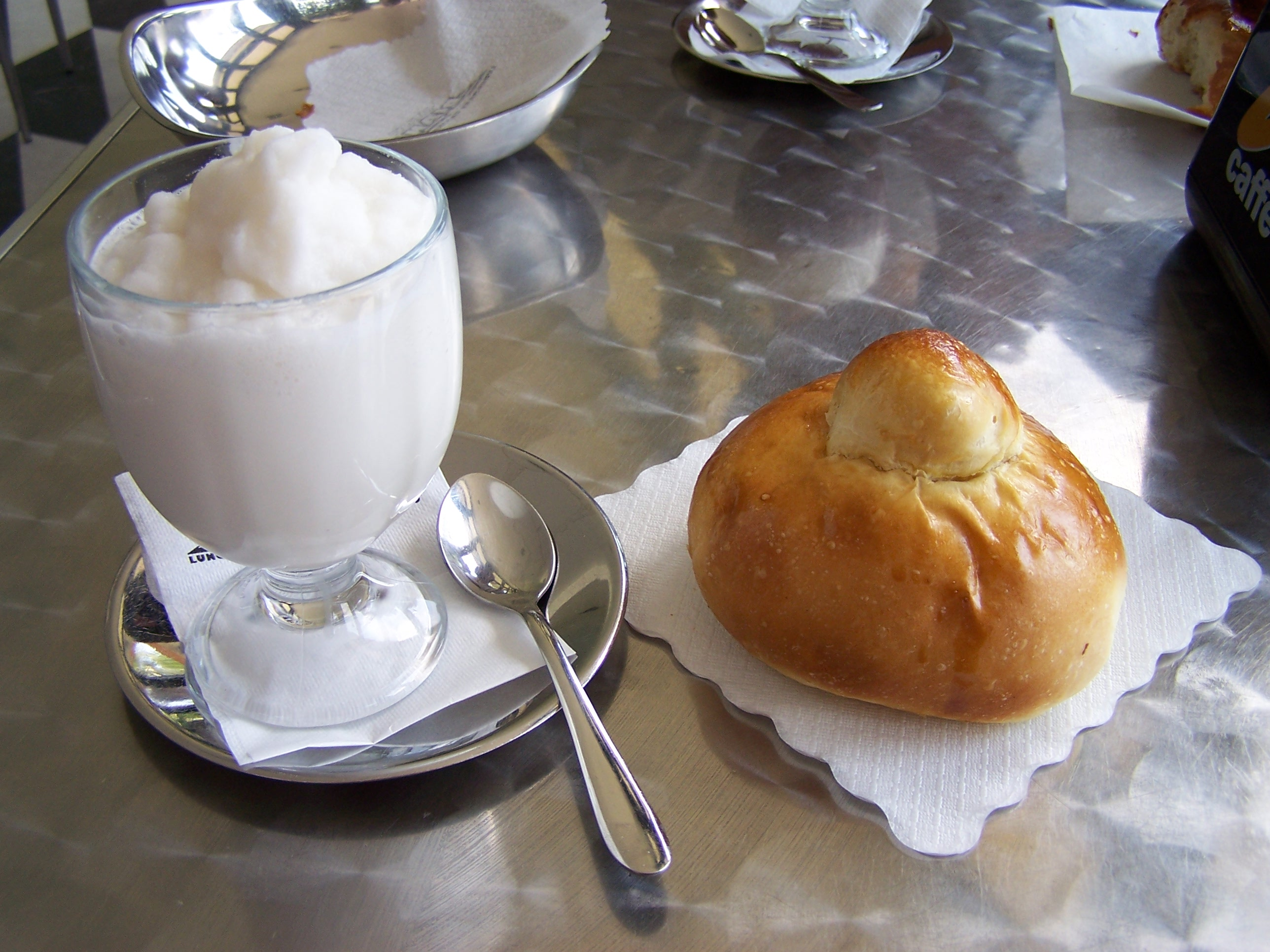
Een granita met een brioche

De Siciliaanse keuken lijkt sterk op de Italiaanse maar met lokale verschillen en een duidelijke invloed van de Spaanse, Griekse, Franse en Arabische keukens.
Een aantal typisch Siciliaanse gerechten zijn:
- Granita, water/schaafijs in een glas. Dit wordt samen met een brioche (een zacht broodje) geserveerd. Het kan op elk moment van de dag gegeten worden, ook als ontbijt.
- Cannoli, misschien wel het bekendste gerecht van het eiland. Het zijn gefrituurde buizen van zoet deeg gevuld met ricotta.
- Sfincione, dit is een pizza met een extra dikke bodem die in tegenstelling tot andere pizza's een rechthoekige vorm heeft. Een andere lokale variant is een pizza met een dubbele deeglaag met de ingrediënten ertussen.
- Pasta alla Norma, is afkomstig uit de stad Catania is pasta met tomatensaus, aubergine en geraspte ricotta.
- Frutta martorana, zijn marsepeinen snoepjes. Vaak in de vorm van vruchten.
- Cioccolato di Modica, chocolade die al sinds circa 1500 op dezelfde unieke manier wordt bereid en daardoor een eigen smaak en textuur heeft.
- Arancini, gefrituurde rijstballen met verschillende vullingen.
- Cassata, zowel taart als ijs met gekonfijte vruchten.
- Tevens is Sicilië een van de belangrijkste wijnstreken in Italië naar volume. Al sinds de Griekse oudheid wordt er wijn verbouwd. De meest bekende is de Marsala.

## Vervoer

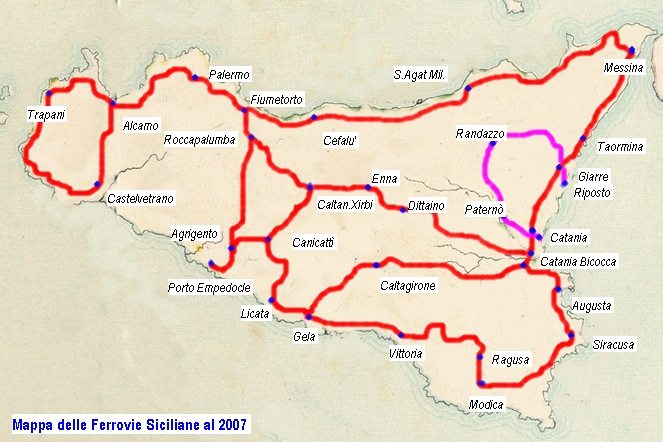
De spoorwegen op Sicilië

Er is een veerbootverbinding met het vasteland van Italië vanuit Messina. Deze veerboot wordt gebruikt door nachttreinen en enkele dagtreinen. Er zijn plannen om de veerboot te vervangen door een hoge brug, de Ponte di Messina. Dit dure project is omstreden en is meermaals geannuleerd en opnieuw gestart, afhankelijk van wie er aan de macht is. Op het eiland is er het normaalspoornet van de FS en een smalspoorlijn, de FCE (Ferrovia Circumetnea), rond de vulkaan Etna.
Luchthavens zijn er in Catania, Palermo, Trapani en Comiso. In Catania is er sinds 1999 een metro op een deel van de FCE-spoorlijn.

## Galerij

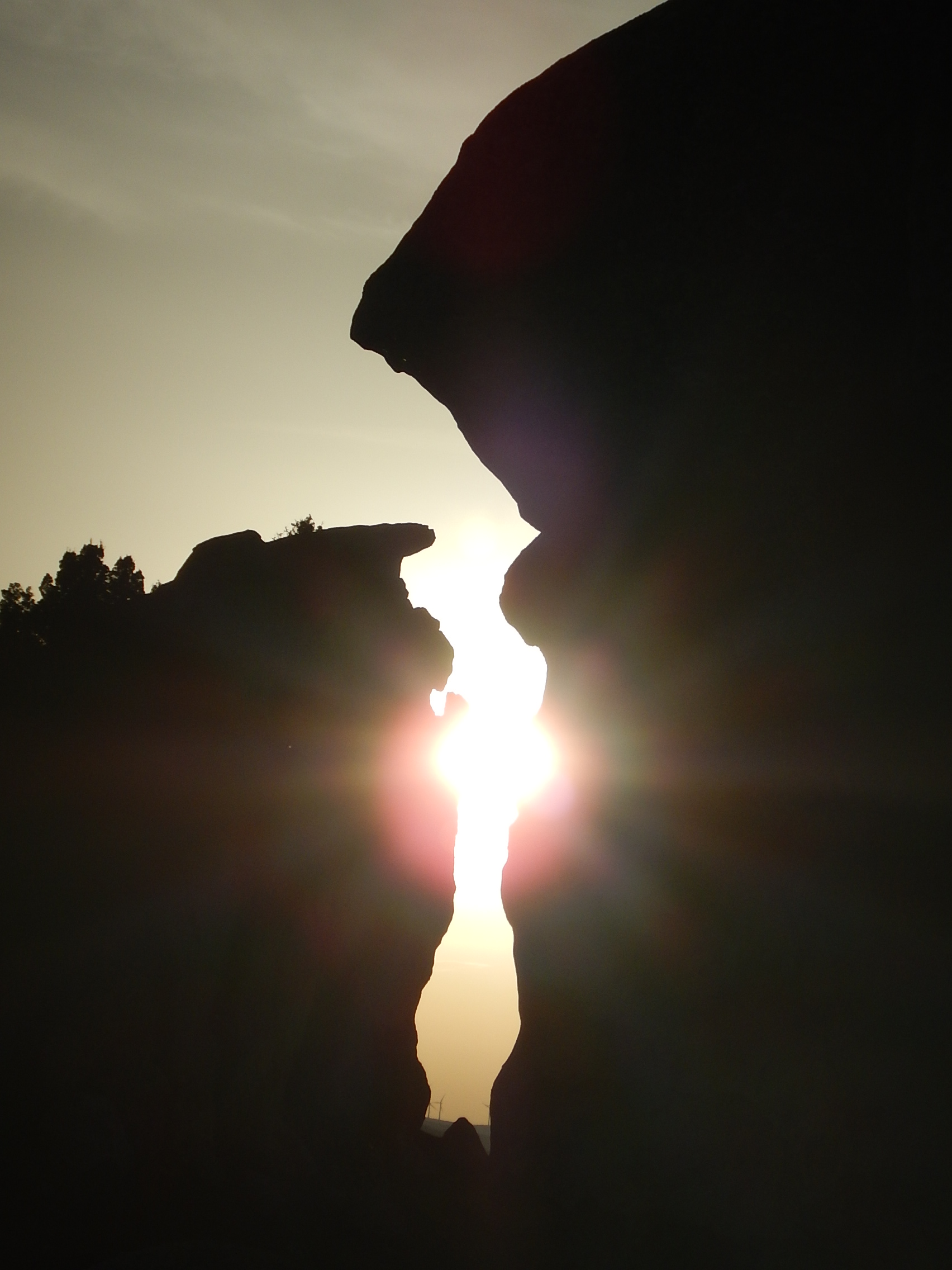
Megalieten van Argimusco, Montalbano Elicona
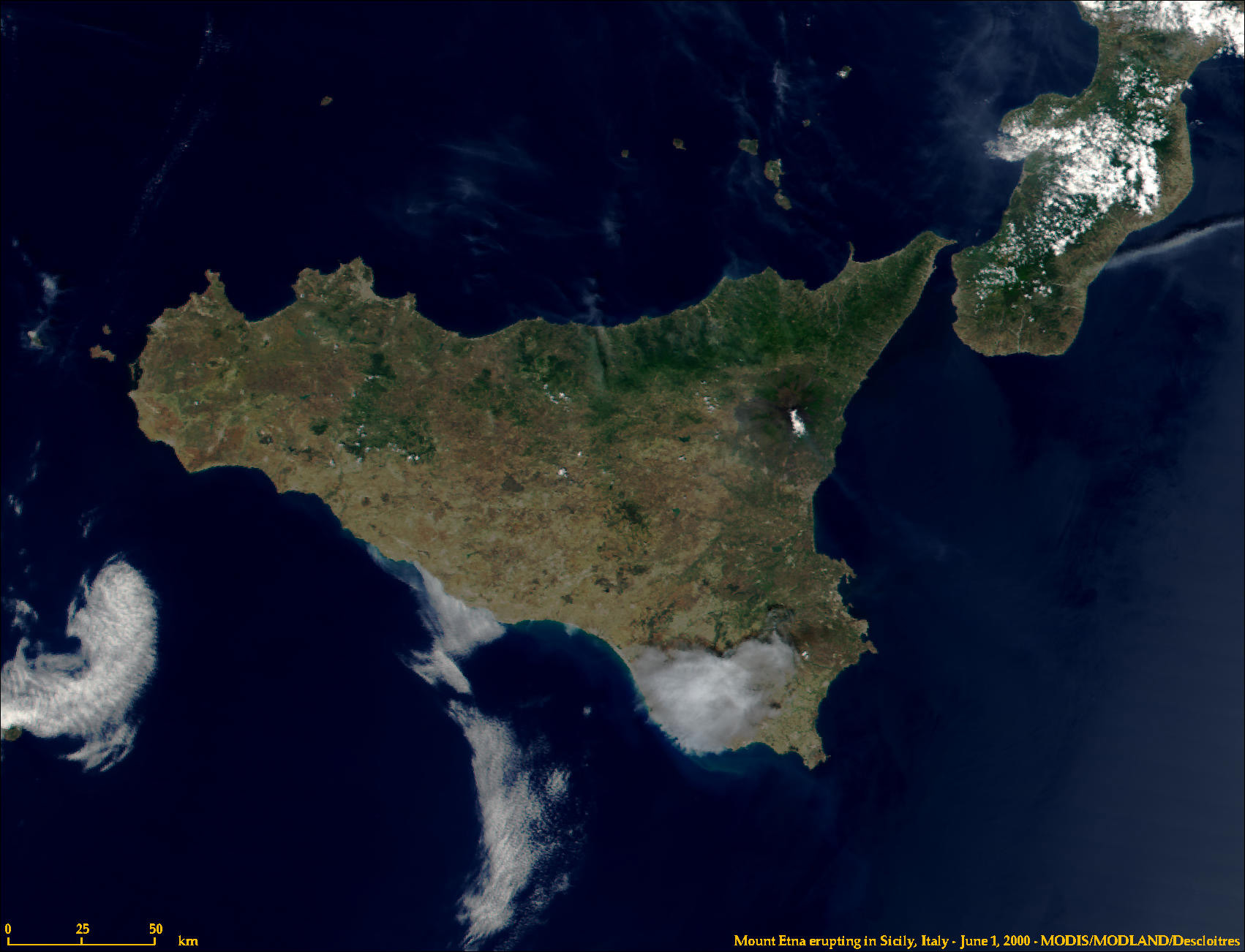
Satellietfoto
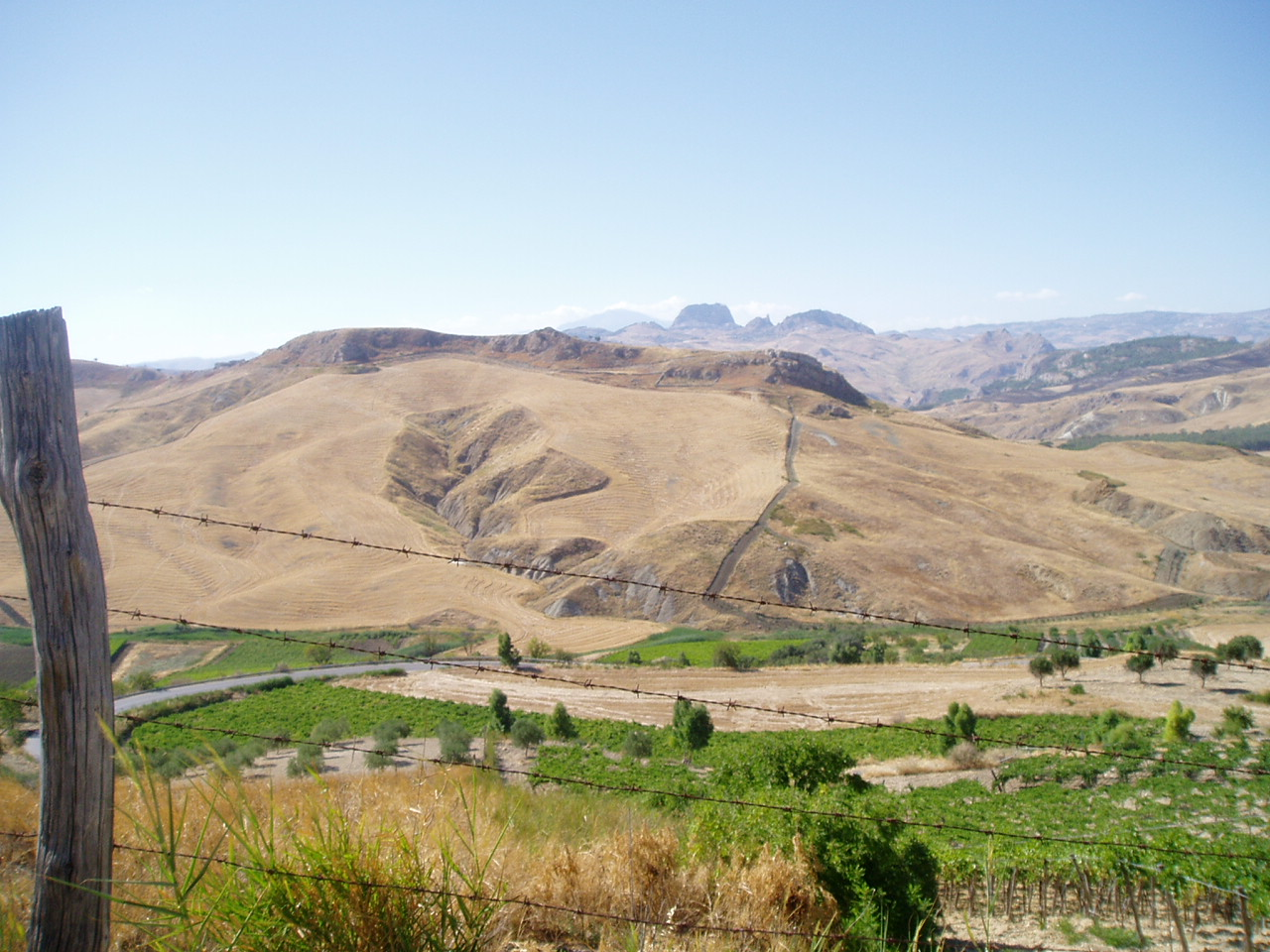
Landschap
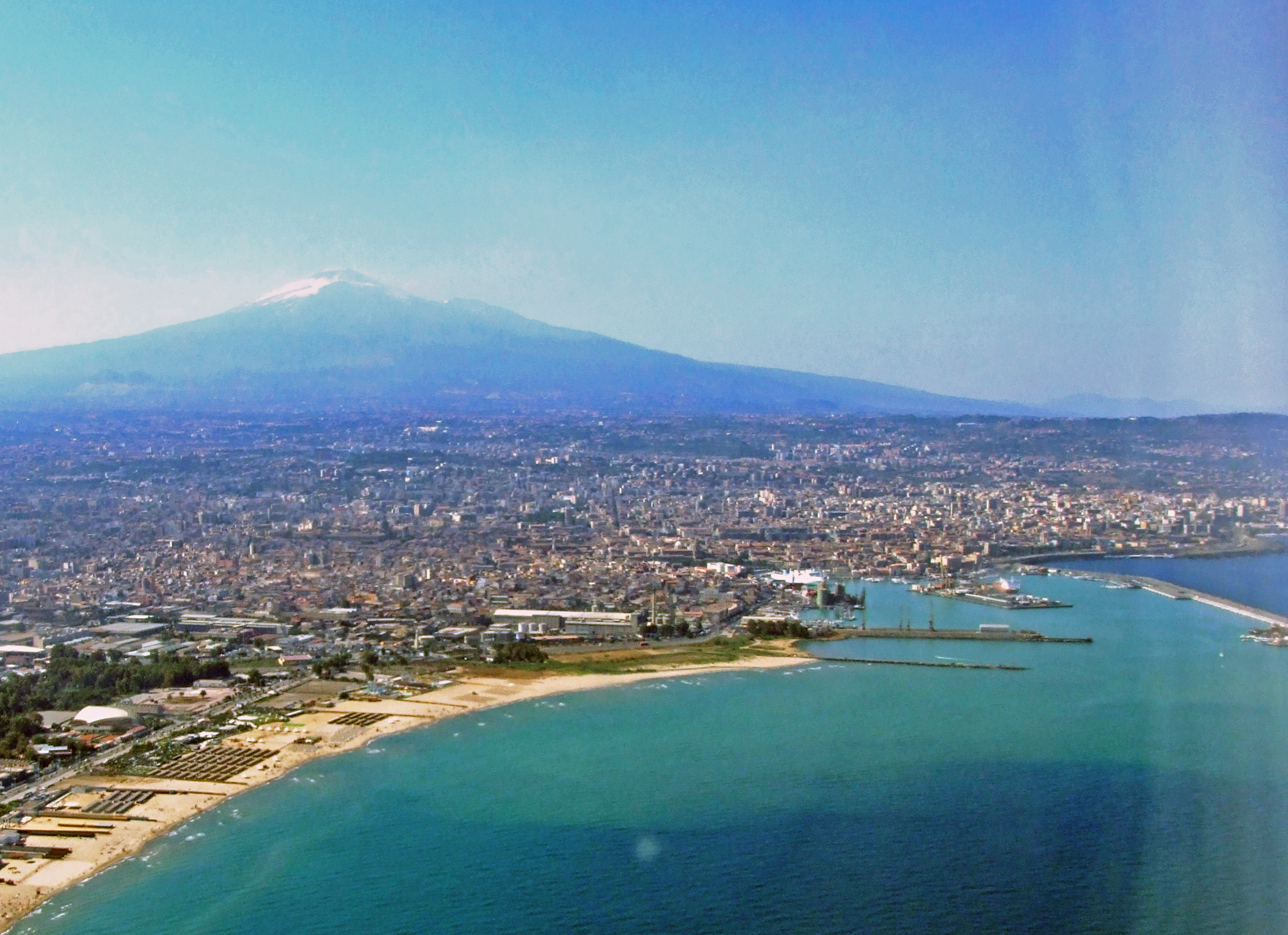
Catania met op de achtergrond de Etna
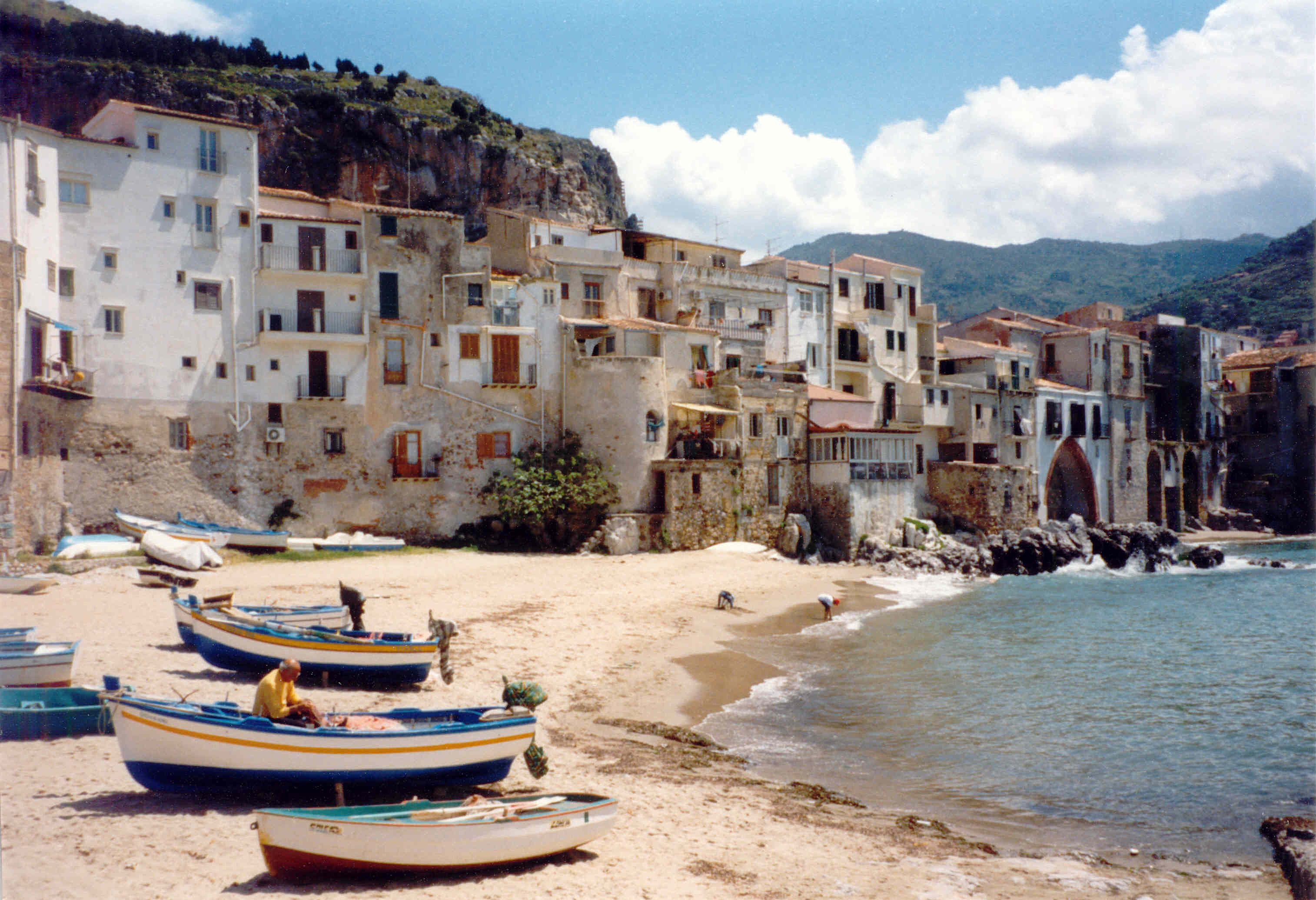
Cefalù
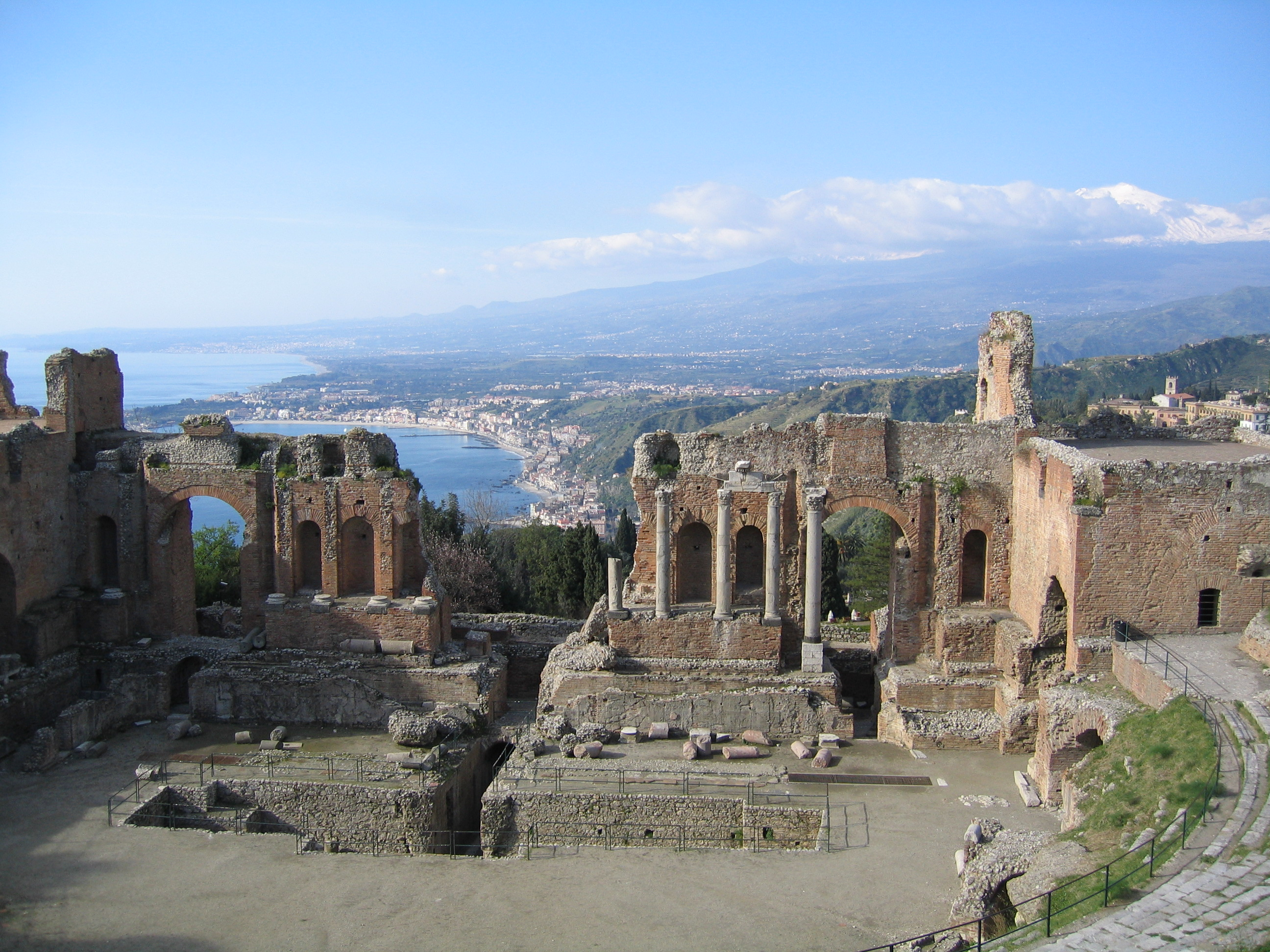
Grieks-Romeins theater in Taormina
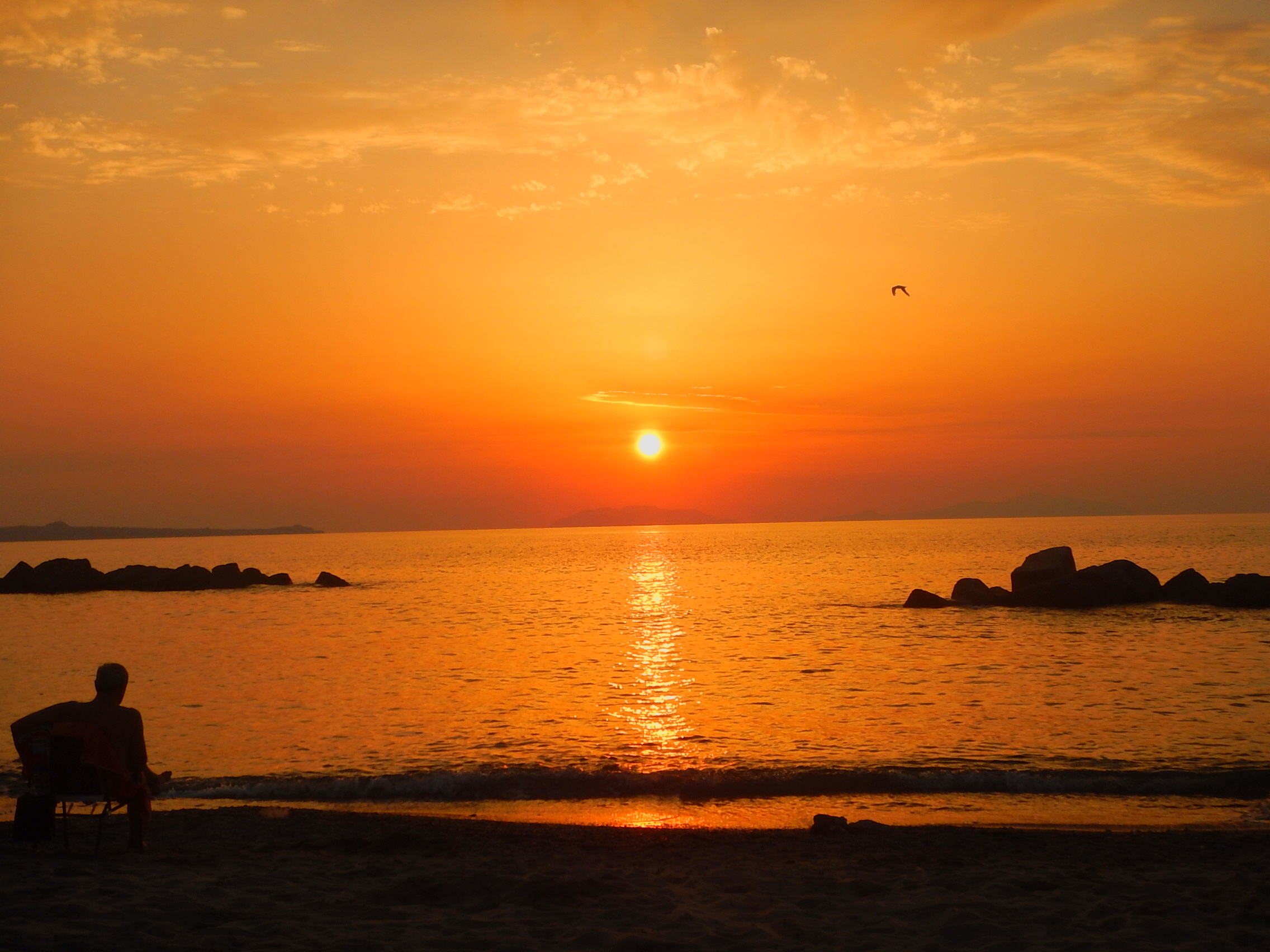
Rometta strand bij zonsondergang in de voorkant van de Eolische Eilanden en Capo Milazzo
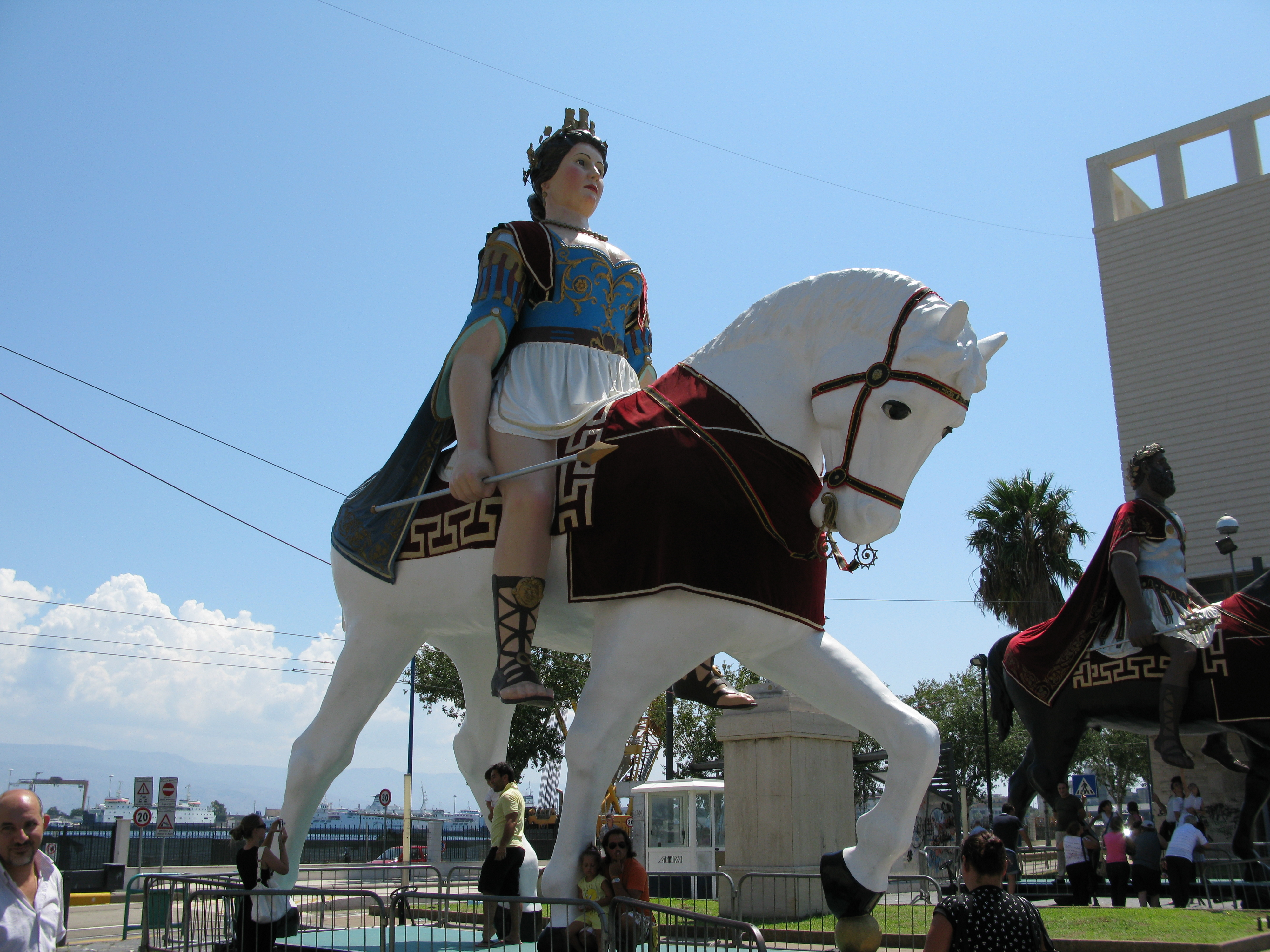
De traditionele reuzen van Mata en Grifone festival gevierd in de tweede week van augustus Messina